# Pierre Charbonnier
Pierre Charbonnier (* 24. August 1897 in Vienne; † 2. Juli 1978 in Paris) war ein französischer Maler, Filmarchitekt, Kurzfilmregisseur und Kostümbildner.

## Leben und Wirken
Charbonnier hatte sich an der Pariser École nationale supérieure des beaux-arts de Paris und an der Académie Ranson ausbilden lassen. Seitdem arbeitete er in den unterschiedlichsten künstlerischen Bereichen, so auch als Maler und Kostümbildner am Theater.
Seit 1928 inszenierte Pierre Charbonnier eine Reihe von Kurz- und Zeichentrickfilmen. Seine cinéastisch bedeutendste Phase begann 1950 mit der Zusammenarbeit mit Robert Bresson. Charbonniers Dekors unterstrichen die von seinem Hausregisseur angestrebte, gestalterische Askese, „die die strenge Bildsprache Bresson kongenial zu unterstreichen wußten“.

## Filmografie
- 1950: Tagebuch eines Landpfarrers (Journal d’un Curé de Campagne)
- 1956: Ein zum Tode Verurteilter ist entflohen (Un condamné à mort s’est échappé)
- 1958: Bobosse
- 1959: Pickpocket
- 1960: Hunger nach Liebe (Les mauvais coups)
- 1962: Der Prozeß der Jeanne d’Arc (Procès de Jeanne d’Arc)
- 1966: Zum Beispiel Balthasar (Au hasard Balthazar)
- 1969: Die Sanfte (Une femme douce)
- 1971: Vier Nächte eines Träumers (Quatre nuits d’un rêveur)
- 1974: Lancelot, Ritter der Königin (Lancelot du Lac)